# MJ Cole
MJ Cole, de son vrai nom Matthew James Firth Coleman, est un compositeur de UK garage et de 2-step garage britannique né le 9 août 1973.

## Biographie
MJ Cole rencontre un premier succès commercial en 1998 lorsque son morceau Sincere fait son entrée parmi les 40 meilleures ventes de singles au Royaume-Uni ; le single ressort d'ailleurs deux ans plus tard à l'occasion de la publication de l'album homonyme et est à nouveau classé.

## Discographie

### Albums
- 2000 : Sincere
- 2003 : Cut to the Chase

### Compilation
- 2002 : Back to Mine